# Halle aux blés (Paris)
La Halle au Blé de Paris est construite à partir de 1763 et fut terminée en 1767 sous la direction de Nicolas Le Camus de Mézière. C'est une galerie où sont déposés les menus grains dans des corridors voûtés et construits en briques. Pour mettre à l’abri les marchandises déposées dans la cour, on résolut de couvrir cette construction d’une coupole. Jacques-Guillaume Legrand et Jacques Molinos s’acquittèrent avec talent de ce travail, qui fut terminé en 1783. Cette coupole, construite en bois, fut incendiée en 1802, puis en 1887 se transforma en Bourse du commerce.

## Histoire

### Avant la Halle

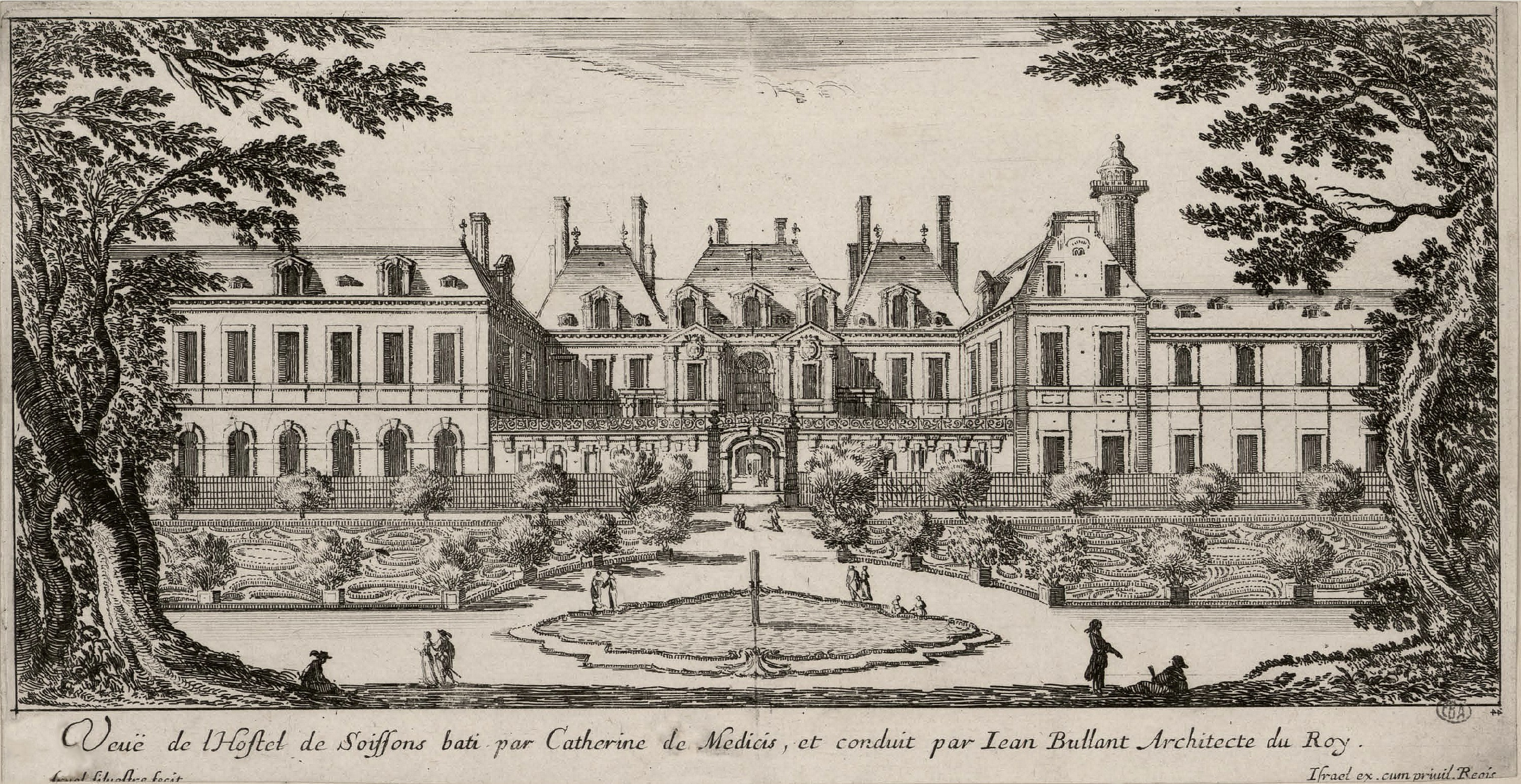
L'hôtel de Soissons se trouvait sur l'emplacement de la Halle.

La Halle au Blé a été construite sur l’emplacement de l’hôtel de Soissons. Cet hôtel n’est pas sans quelque célébrité dans les chroniques parisiennes ; il occupait tout l’emplacement limité par les rues du Four, des Deux-Écus et de Grenelle ; son entrée principale était par la rue du Four. Les cours et les jardins s’étendaient depuis la rue d’Orléans jusqu’à la Croix-Neuve, près de la place Saint-Eustache. Ses dépendances avoisinaient l’église de ce nom et la rue Coquillière.

### Construction

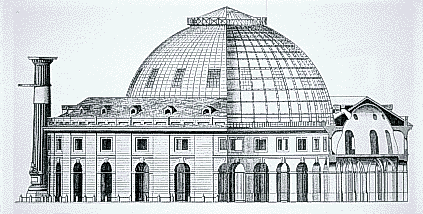
Plan à la découpe du bâtiment.

La Halle au Blé, commencée en 1763, fut terminée en 1767, sur les dessins et sous la direction de Nicolas Le Camus de Mézières. C’est un bâtiment de forme circulaire, ayant 68 m. de diamètre hors œuvre. Il est percé de 25 arcades. On monte par deux escaliers d’une construction remarquable, à une galerie où sont déposés les menus grains dans des corridors voûtés et construits en briques. Pour mettre à l’abri les marchandises déposées dans la cour, on résolut de couvrir cette construction d’une coupole.Jacques-Guillaume Legrand et Jacques Molinos s’acquittèrent avec talent de ce travail, qui fut terminé en 1783. Cette coupole, construite en bois, fut incendiée en 1802.

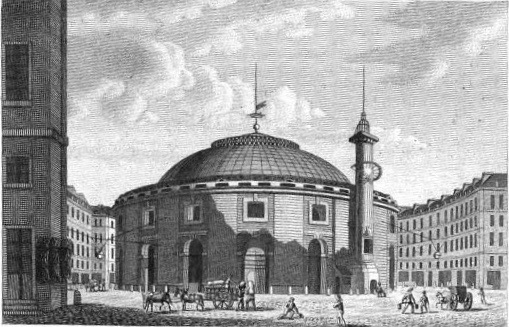
Halle aux blés en 1818.

Un décret impérial du 4 septembre 1807, porte ce qui suit : « La Halle aux Bleds de la ville de Paris sera couverte au moyen d’une charpente en fer, dont les arcs verticaux seront en fer fondu. Elle sera couverte en planches de cuivre étamé. Signé Napoléon. »
Cette charpente, exécutée sous la direction de M. Brunet, a été terminée à la fin de 1811. Les 25 fenêtres de l’ancienne coupole ont été remplacées par une lanterne qui éclaire la rotonde.
Un débris curieux de l’ancien hôtel de la Reine est adossé à la Halle au Blé, c’est la colonne dite de Médicis. Elle est surmontée d’un chapiteau toscan. Ses cannelures étaient couvertes d’emblèmes sculptés, tels que lacs d’amour, couronnes et fleurs de lys, miroirs brisés, chiffres enlacés (C. H.). Une sphère d’un diamètre considérable dominait la plate-forme à laquelle on montait par un escalier à vis pratiqué dans l’intérieur du fût. Cette colonne, construite par Bullant, servait d’observatoire à la veuve de Henri II, qui s’y livrait à des études astrologiques. — Lors de la démolition de l’hôtel de Soissons, la colonne de Médicis aurait été détruite par le vandalisme, si un amateur éclairé des arts, M. Petit de Bachaumont, n’eût acheté ce reste précieux de l’architecture du XVIe siècle. Cet honorable citoyen en fit hommage à la ville de Paris. Les prévôt des marchands et échevins n’acceptèrent l’offre de M. de Bachaumont qu’à la condition de lui rembourser le prix de son acquisition qui s’élevait à 1800 livres. C’est sous la prévôté de messire Armand-Jérôme Bignon, que la colonne de Médicis fut adossée à la Halle au Blé

## La bourse de commerce
Le bâtiment fut à nouveau ravagé par un incendie en 1854. La halle aux blés, dont l'activité n'avait cessé de diminuer, a été fermée en 1873 et le bâtiment fut attribué en 1885 à la Chambre de commerce, laquelle le fit transformer en bourse de commerce, qui était auparavant hébergée dans les locaux du palais Brongniart. L'architecte Henri Blondel chargé des travaux, fit transformer l'ancienne halle au blé en bourse du commerce. Seule la coupole et les murs la soutenant furent conservés. Il modifia la coupole en fonte et verre (reconstruite plus haute, avec un nouvel étage et un entresol) et fit maçonner la partie inférieure en brique.Des colonnes corinthiennes et des sculptures allégoriques néo-Renaissance décorent la façade. À l'intérieur, une fresque monumentale orne désormais la coupole. L'ancien escalier à double révolution est conservé.
La reconstruction de la bourse s'intègre dans les travaux de transformation de Paris sous le Second Empire. Un décret d'avril 1860 prévoit l'extension du périmètre des halles centrales de Paris « au moyen de l’établissement de deux nouveaux pavillons qui seront construits sur l'emplacement de l'îlot de maisons situé entre les rues du Four et de Viarmes et des rues de Vannes et Oblin à supprimer ». En juin de la même année, le décret déclarant d'utilité publique le percement de la rue du Louvre prévoit la « régularisation des abords de la halle au blé, du côté de l'ouest ».
Le décret de juin 1860 n'est toutefois mis en application qu'à la fin des années 1880 au même moment que la reconstruction de la halle. Après qu'un arrêté préfectoral du 4 décembre 1886 a déclaré cessible immédiatement les propriétés pour le dégagement des abords de la bourse de commerce à l'ouest, les immeubles sont démolis en juillet-août 1887 La rue de Viarmes est alors élargie à l'ouest et les deux ilots d'immeubles à colonnades encadrant la rue Adolphe-Jullien, nouvellement créée, sont alors construits.
Avec les nouveaux travaux, les rues Sartine, Mercier et Babille sont supprimées et la nouvelle bourse n'est plus accessible que par cinq rues :
- la rue Clémence-Royer, voie nouvelle,
- la rue Oblin, conservée,
- la rue Vannes, conservée,
- la rue Sauval, section élargie de l'ancienne rue de Varenne,
- la rue Adolphe-Jullien, voie nouvelle[5]

L'ensemble fut inauguré le 24 septembre 1889, dans le cadre de l'Exposition universelle de Paris

## La bourse de commerce de 1889 à 2016
Dans les années 1910-1920, la rue du Colonel-Driant est percée dans l'axe de la rue Adolphe-Jullien, dégageant ainsi la perspective depuis l'ouest. À l'origine, cette rue devait relier la bourse de commerce à l'avenue de l'Opéra à travers le Palais royal.
Dans les années 1930, l'environnement de la bourse change à nouveau. Le décret de 1860 prévoyant l'extension des halles centrales de Paris est finalement mis à exécution. Les immeubles à l'est du bâtiment sont détruits afin d'ériger les pavillons nos 1 et 2. La rue Oblin et la rue Vannes sont alors supprimées Ces deux pavillons sont eux-mêmes détruits dans les années 1970. L'actuel jardin Nelson-Mandela est aménagé à leur emplacement et la vue est désormais dégagée sur le bâtiment depuis l'est.
De nombreux marchés à terme fonctionnèrent à la Bourse de Commerce depuis ses débuts, d'abord sous le contrôle de syndicats professionnels. Il y eut ainsi ceux des blés, seigles et avoines, farines, huiles, sucres, alcools et caoutchoucs. L'effondrement des cours du blé en 1929 entraîna la réforme de 1935 qui créa la Compagnie des commissionnaires, confirmée par une loi en 1950.
La Ville de Paris transféra la propriété du bâtiment à la Chambre de commerce, pour un franc symbolique, en 1949.
Après la Seconde Guerre mondiale, les marchés à terme s'ouvrirent progressivement à l'international et diverses marchandises, sucre blanc, cacao, café (conjointement avec Le Havre), pomme de terre (avec Tourcoing), tourteau de soja, colza y furent traitées par lots à la criée. Les négociations furent administrées et contrôlées successivement par la Compagnie des commissionnaires agréés, par la Banque centrale de compensation et par le Marché à terme international de France (MATIF). Avec l'informatisation des marchés à terme, l'activité boursière de marchandises prit fin en 1998 à la Bourse de commerce de Paris. Elle continue sous forme de marché électronique au sein d'Euronext.
La quasi-totalité du monument était[Quand ?] occupée par la Chambre de commerce et d'industrie de Paris, qui le gère et y propose, notamment, des services à la création d'entreprises, le centre de formalité des entreprises et de nombreuses propositions d'appui aux PME. Des expositions se déroulent régulièrement dans l'espace sous la coupole. Occasionnellement, un bureau de vote du 1er arrondissement y est installé16.
La coupole et le décor sont classés monument historique depuis 1986. D'importants travaux de restauration ont été exécutés en 1989. En février 1997 des travaux de rénovation de la fresque inférieure de 1 400 m2 sont engagés. Cette rénovation ponctue une campagne de remise à niveau du bâtiment initiée dès le début des années 1980, Au début des années 2000, les tours de climatisation de la Bourse de commerce rencontrent des problèmes répétés de legionella,.
Pendant plusieurs décennies et jusqu'en 2014, l'association caritative Noël aux Halles offrait dans la rotonde une soirée exceptionnelle aux personnes âgées du centre de Paris, en organisant un réveillon-spectacle la nuit même de Noël, la Chambre de commerce et d'industrie de Paris prêtant le lieu chaque année à cette association.